# Buša

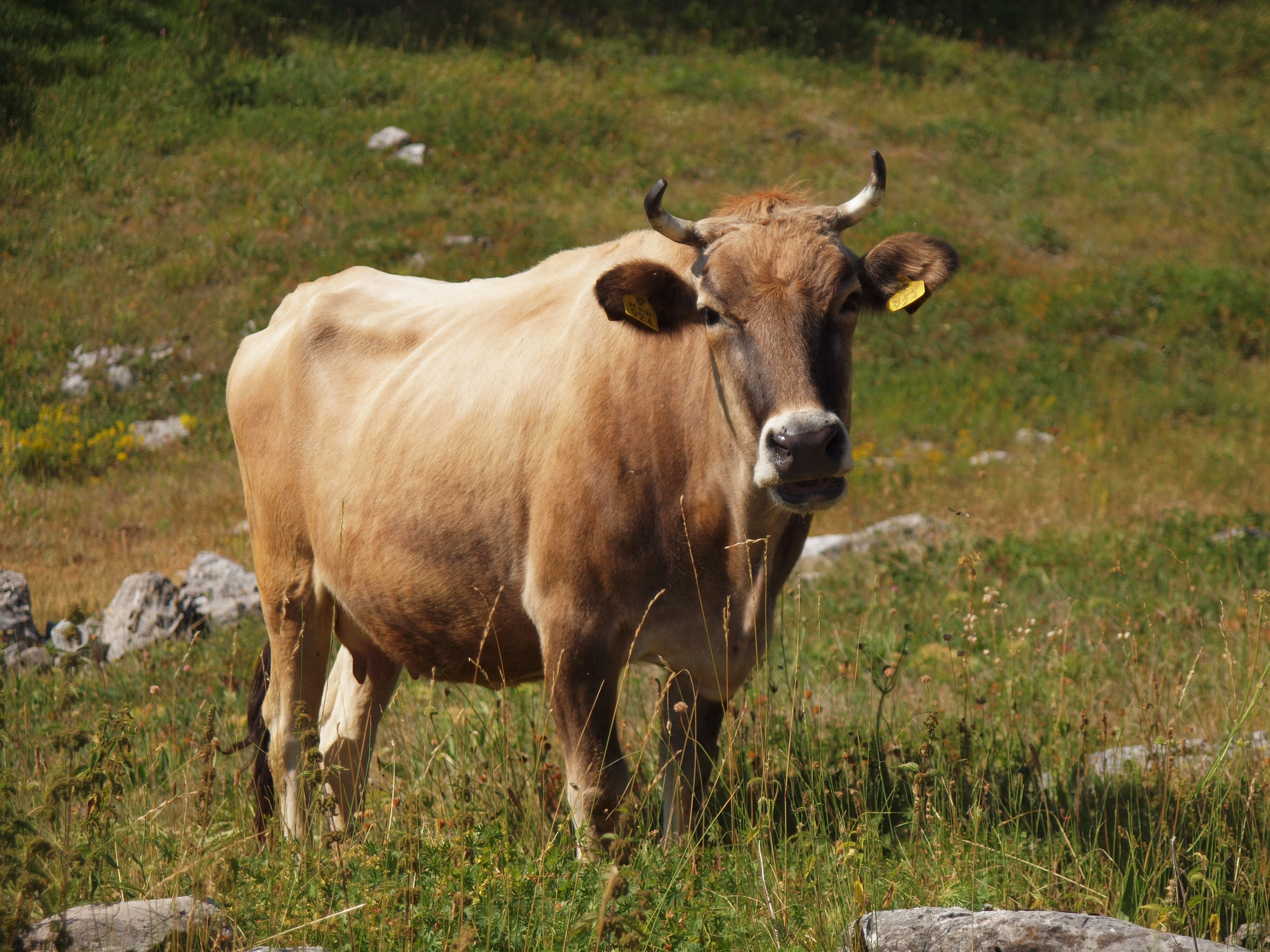
Een koe in Montenegro

De Buša of Busja is een runderras uit de Dinarische Alpen in het zuiden van voormalig Joegoslavië. De runderen zijn vrij klein en hebben een schofthoogte van ongeveer 110 cm. De meeste runderen zijn (licht)bruin van kleur. De koeien kennen lange lactatieperiodes en zijn tot hun twaalfde levensjaar vruchtbaar. De levensverwachting kan oplopen tot 20 jaar. De melkproductie is echter laag en bedraagt 700 tot 800 liter per jaar (met een vetgehalte van 4% tot 6%).

## Verspreiding

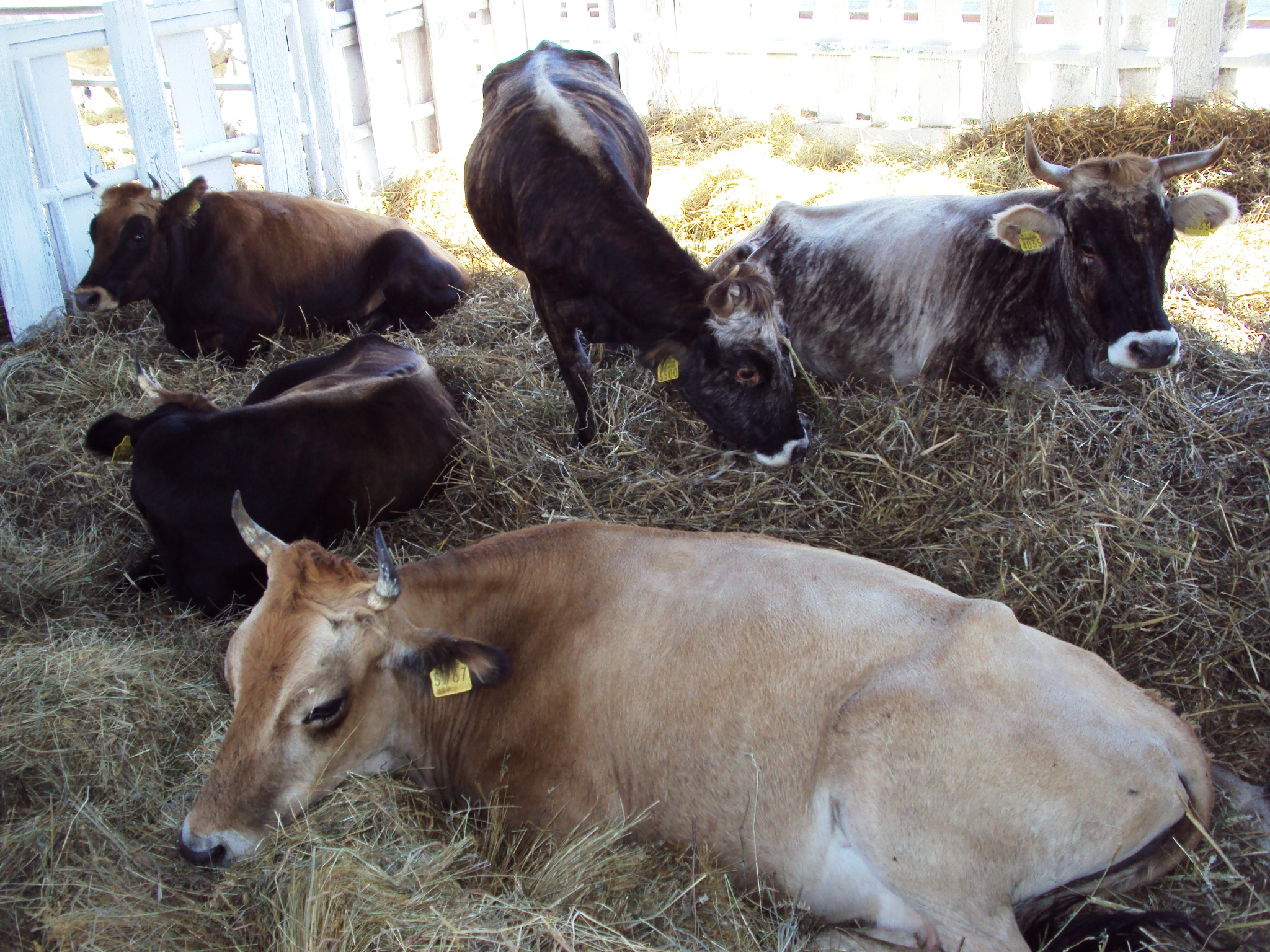
Buša’s in Kroatië

Buša’s en hun kruisingen zijn wijdverspreid over het voormalige Joegoslavië: ze worden gehouden in Kosovo, Noord-Macedonië, Servië, Bosnië en Herzegovina, Montenegro en delen van Kroatië, zoals Lika en Dalmatië. Ze zijn aangepast aan karstlandschappen en worden als robuust en productief bestempeld. In de wintertijden wordt het vee 2 tot 6 maanden in stallen gehuisvest, de rest van de tijd wordt het buiten gehouden.